# Устрем (1923 – 1926)
Вижте пояснителната страница за други значения на Устрем.
„Устрем“ с подзаглавие Списание на Македонския младежки сговор е български вестник, излизал от 1923 до 1926 година в София, България.
Вестникът е издание на Македонския младежки съюз и стои на политическите позиции на Вътрешната македонска революционна организация. Печата се в печатница „Добруджа“, както и в „Петър Глушков“, „Франклин“ и „Съгласие“.
| Годишнина | Броеве | Дата                               |
| --------- | ------ | ---------------------------------- |
| I         | 1 – 25 | 5 май 1923 – 12 юли 1924           |
| II        | 1 – 50 | 1 август 1924 – 8 август 1925      |
| III       | 1 – 50 | 12 септември 1925 – 15 август 1926 |
| IV        | 1 – 5  | 9 септември 1926 – 7 октомври 1926 |

От I 3 подзаглавието му е Орган на Съюза на Македонските младежки културно-просветни организации в България, II 8 – 9 – Орган на Македонския младежки съюз, от II 10 – Орган на македонската младеж. От I 2 излиза месечно, от I 19 – два пъти в месеца, от II – три пъти в месеца, от II 10 – седмично.
В година I адресът на редакцията е Страхил Развигоров. От I 3 вестникът се урежда от редакционен комитет. До I 19 главен редактор е Кръстьо Велянов. От I 19 главен редактор е Никола Джеров, а редактор Никола Кондов. От II главен редактор отново е Велянов, а редактори Стефан Нанов и Борис Андреев. Редакторите Пано Поппандов, Велянов и Джеров остават до края в редакцията. Сред сътрудниците са Никола Коларов, Живко Гелев, Любен Крапчев, Борис Зографов.
В 1926 година се обединява със седмичните вестници с „Независима Македония“, орган на Съюза на македонските културно-просветни и благотворителни братства и „Илинден“, орган на Илинденската организация във вестник „Македония“.
Вестникът публикува информации за организационния живот, краеведски материали, биографии на македонски дейци, спомени, разкази, книжнина, реклами.